# Catherine Boursier
Pour les articles homonymes, voir Boursier.
Catherine Boursier (nom complet : Catherine Boursier-Mougenot) née le 11 mai 1953 au Plessis-Trévise, est une personnalité politique française, membre du Parti socialiste depuis 1989.
Vice-présidente du conseil départemental de Meurthe-et-Moselle déléguée à la solidarité avec les territoires et aux stratégies d’aménagement au cours de la mandature 2015-2021, elle est élue première vice-présidente, chargée de l'Autonomie le 1er juillet 2021, lors de la séance d'installation de la nouvelle assemblée départementale issue du scrutin des 20 et 27 juin 2021.

## Parcours politique

### Députée européenne (2008-2009)
Candidate sur la liste du PS aux élections européennes de 2004, elle devient députée européenne en mai 2008 à la suite de la démission d'Adeline Hazan. Elle est membre de la commission des Libertés civiles, de la Justice et des Affaires intérieures. Candidate en 2009, sur la liste conduite par Catherine Trautmann, elle n'est pas réélue et termine son mandat de membre du Parlement européen le 13 juillet 2009.

### Mandats locaux
Depuis 1995, elle occupe différentes responsabilités politiques locales et s'investit plus particulièrement sur les politiques d'aménagement et de développement local. 
- Maire de Champey-sur-Moselle de juin 1995 à mars 2008, puis adjointe déléguée aux finances sur la mandature 2008-2014, elle assure différentes fonctions liées à son mandat municipal : vice-présidente de la Communauté de communes du Froidmont (1995-2013) ; vice-présidente du Syndicat Mixte du Scot Sud 54 (2008-2014), membre de la CDCI.  Depuis 2014, elle n'a plus de mandat municipal et communautaire.
- En mars 2010, elle est élue conseillère régionale de Lorraine sur la liste de Jean-Pierre Masseret. Elle siège jusqu'en décembre 2015 au sein de la commission Aménagement[2]. Elle ne se représente pas aux élections régionales de 2015.
- En mars 2015, elle est élue conseillère départementale du canton d'Entre Seille et Meurthe, en binôme avec Antony Caps (EELV), maire et conseiller général sortant du canton de Nomeny. Elle y occupe notamment les fonctions  de déléguée territoriale au Territoire Val de Lorraine et de vice-présidente de la commission Aménagement et représente le département au sein de différents organismes : EPFL, SEBL, Parc naturel régional de Lorraine. Le 19 juillet 2020, elle est élue vice-présidente du conseil départemental, déléguée à la solidarité avec les territoires et aux stratégies d'aménagement.
- Elle est présidente du conseil de Pays du Val de Lorraine à partir de décembre 2004, succédant à Jacques Chérèque (ancien Préfet chargé de la reconversion industrielle de la Lorraine, ancien ministre de l'Aménagement du Territoire) qui a créé le Pays en 1989 et avec qui elle collabore depuis 1984. Elle quitte cette fonction le 1er mai 2016 à la faveur de la transformation du conseil de Pays en pôle d'équilibre territorial et rural (PETR).
- Réélue sur le canton d'Entre Seille et Meurthe le 27 juin 2021, toujours en binôme avec Antony Caps, maire de Nomeny, vice-président de la communauté de communes Seille et Grand Couronné, elle occupe depuis le 1er juillet 2021 les fonctions de 1ère vice-présidente déléguée à l'Autonomie (personnes âgées, personnes handicapées).

## Distinctions
- Chevalier de la Légion d'honneur (promotion du 1er janvier 2014).